# 大元義
大 元義（だい げんぎ）は渤海の第4代王。

## 生涯
大興56年（793年）、文王大欽茂が病死した際、渤海王の継承を巡っての内部紛争が発生した。文王の世子である大宏臨は父王に先立ち薨去しており、次男の大貞斡は唐に入朝し宿衛を行い国内に不在であった。このほか大英俊と大嵩璘の嫡子の存在が確認されるが、結局文王の嫡子が王位を継承することなく、族弟の大元義が王位を継承することとなった。
『新唐書』によれば、大元義は性格が猜虐であり、即位後反対派を殺害するなどの行為を行った。これに対し反対派は大元義を殺害、その王位を大宏臨の子である大華璵に継承させた。
大元義の在位期間は数ヶ月に過ぎず、その間の業績としては王子の大清允を唐に入朝させたことのみが知られているのみである。